# Гумл, Иван
Иван Гумл (чеш. Ivan Huml; 6 сентября 1981, Кладно, Чехословакия) — чешский хоккеист, нападающий. Двукратный чемпион Финляндии. Играл в НХЛ за «Бостон Брюинз» с 2002 по 2004 год.

## Карьера
Иван Гумл является воспитанником клуба «Кладно». За свою карьеру он сменил много команд в различных лигах. С 2002 по 2004 год играл в НХЛ за «Бостон Брюинз».
Самых больших успехов Гумл добился, играя в Финляндии за «Кярпят». Дважды (в 2014 и 2015 годах) он становился чемпионом Финляндии.
В 2020 году завершил карьеру хоккеиста, последний сезон провёл во второй чешской лиге.

## Достижения

### Командные
- Чемпион Финляндии 2014 и 2015
- Бронзовый призёр чемпионата Финляндии 2016

### Личные
- Лучший ассистент чемпионата Финляндии 2014 (38 передач)
- Лучший бомбардир (16 очков) и ассистент (11 передач) чешской Экстралиги 2017

## Статистика
- НХЛ — 49 игр, 18 очков (6 шайб + 12 передач)
- Чешская экстралига — 386 игр, 193 очка (81+112)
- Чемпионат Финляндии — 385 игр, 275 очков (88+187)
- АХЛ — 261 игра, 124 очка (68+56)
- Чемпионат Швеции — 94 игры, 43 очка (20+23)
- Лига чемпионов — 29 игр, 14 очков (5+9)
- Сборная Чехии — 21 игра, 5 очков (2+3)
- Европейский трофей — 17 игр, 10 очков (3+7)
- Кубок Шпенглера — 4 игры, 1 очко (0+1)
- Всего за карьеру — 1246 игр, 683 очка (273+410)

* Без учёта выступлений в BCHL (Хоккейная лига Британской Колумбии) — 86 игр, 149 очков (78+71) и во второй чешской лиге за «Ржисуты» — 5 игр, 3 очка (1+2).